# Werkende klasse

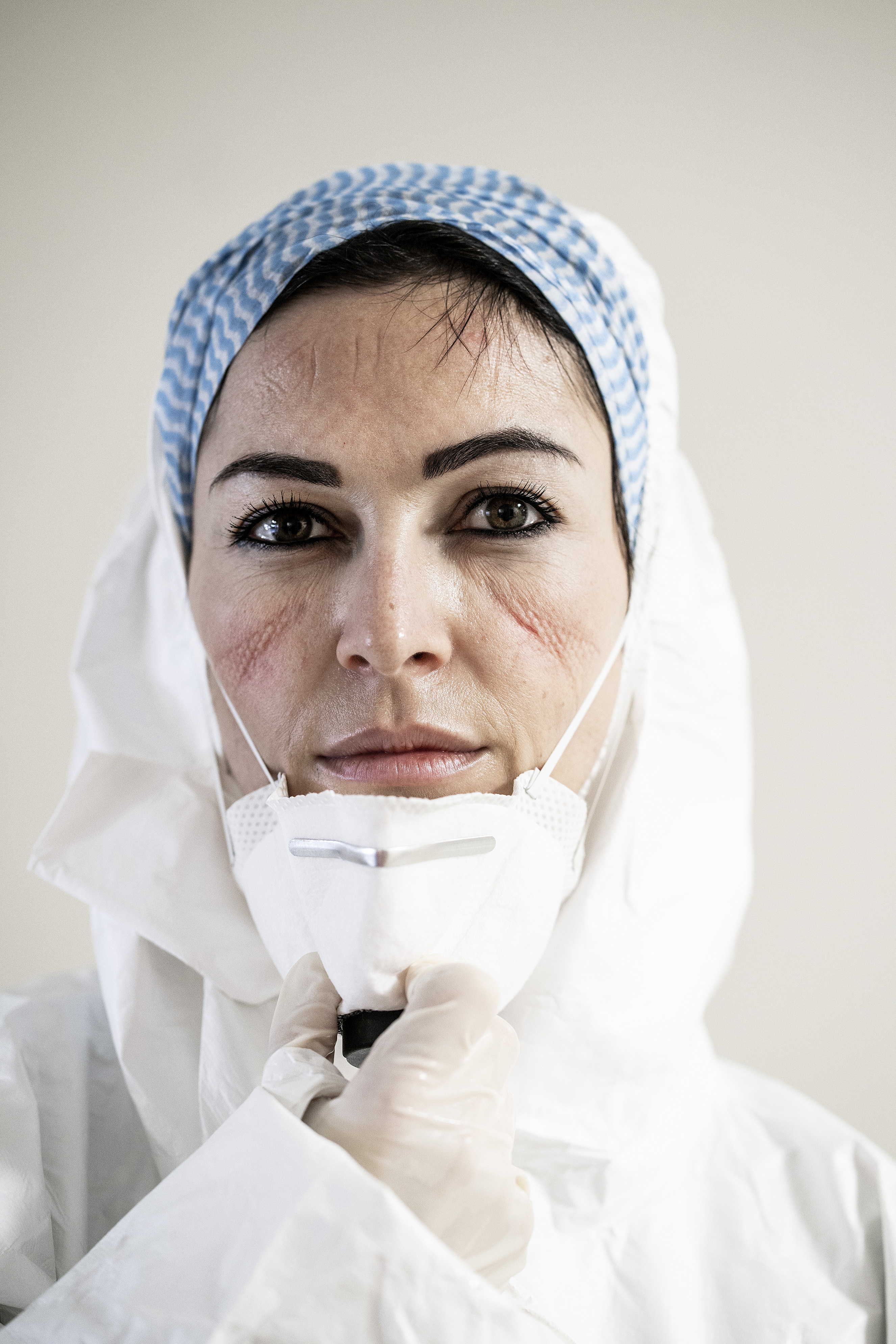
Een verpleegkundige in loondienst hoort tot de werkende klasse.

De werkende klasse, arbeidersklasse, arbeidende klasse, het proletariaat of (historisch) de vierde stand is de sociale klasse die bestaat uit mensen die loonarbeid verrichten. Het ontstaan van deze klasse in moderne samenlevingen hangt samen met de opkomst van kapitalisme (vanaf ca. 1500) en vooral de industriële revolutie (vanaf eind 18e eeuw).
Er zijn verschillende definities in gebruik. 
Volgens een brede definitie, die onder meer gebruikt wordt door marxisten, is de werkende klasse of het proletariaat iedereen die alleen de eigen arbeid heeft om te verkopen en om dus in het levensonderhoud te voorzien. De werkende klasse bezit in tegenstelling tot de bezittende of kapitalistische klasse geen productiemiddelen.
Volgens een meer enge definitie omvat de werkende klasse de arbeiders die handarbeid verrichten of in de industrie werken (blue collar in het Engels, soms 'blauwe boorden' genoemd), en vallen allerlei bedienden en kenniswerkers (white collar of 'witte boorden') niet onder de werkende klasse. In deze invulling is de werkende klasse een van verschillende klassen, zoals de onderklasse, middenklasse en de bovenklasse.

## Etymologie
De term 'proletariaat' is afgeleid van het Latijnse proletarius. In het Oude Rome begon in de 2e eeuw v.Chr. de klasse van bezitlozen, die massaal naar de hoofdstad trokken, fel toe te nemen. Omdat er geen grootschalige industrie bestond, moesten deze families leven van allerhande klussen en bij tijden van de gratis brooduitdelingen. Het woord proletarius betekent in het Latijn een man die niets anders bezit dan zijn kinderen (proles).

## Geschiedenis
Loonarbeid is een verschijnsel dat al sinds de oudheid bekend is, maar in de meeste voor-moderne samenlevingen was het grootste deel van de bevolking nog gebonden aan het land, hetzij als vrije boer, hetzij als horige, hetzij in enige vorm van slavernij. Het verrichten van arbeid tegen betaling was beperkt tot de steden, waar het een redelijk marginaal verschijnsel was naast de uitoefening van ambachten door vrije handwerkslieden (alleen of in gildeverband).
De opkomst van een grote klasse van vrije loonarbeiders (vrij in de zin van: ongebonden aan de bestaansmiddelen, d.i. de landbouw) deed zich in de vroegmoderne tijd voor in West-Europa. Deze ontwikkeling (proletarisering) ging hand in hand met de verstedelijking en de ontwikkeling van een op winst en markthandel gebaseerde, kapitalistische economische ordening. Een belangrijke ontwikkeling hierin was het proces van enclosure in Engeland (later herhaald in andere landen), waarbij de eertijds gemene gronden in particuliere handen gebracht werden. De boeren die deze grond gebruikten werden van het land gejaagd en afhankelijk gemaakt van de armenzorg, terwijl de voormalige landbouwgrond gebruikt werd voor de lucratieve wolproductie.
Het duurde nog enkele eeuwen voordat de onteigende plattelandsbevolking volledig was getransformeerd in een klasse van arbeiders. De Engelse armenzorg behelsde vaak een vorm van tewerkstelling en op werkloosheid stonden fikse lijfstraffen, maar grootschalige werkgelegenheid kwam pas beschikbaar met de industriële revolutie, vanaf eind 18e eeuw. De fabrieken (aanvankelijk eerder grote werkplaatsen dan machineparken) trokken de proletariërs van het land naar de steden. In Engeland ontstonden nieuwe steden die grotendeels opgetrokken waren uit fabrieken en arbeiderswijken, zoals Manchester; in Frankrijk groeide vooral Parijs explosief.
Gedurende het grootste deel van de negentiende eeuw leefden de nieuwe industriële arbeiders in doorgaans erbarmelijke omstandigheden. Ze werkten lange dagen (een twaalfurige werkdag was geen uitzondering) tegen lage lonen, meestal net genoeg om in leven te blijven, mits de kinderen ook naar de fabriek gingen. Een beweging voor sociale hervorming kwam vanaf de jaren 30 op gang in de vorm van de chartisten, die kiesrecht voor de proletariërs bepleitten, en pogingen om het fabriekswerk van overheidszijde te reguleren. De Engelse Factory Acts van 1847 beperkten de werkdag tot tien uur en perkte de mogelijkheid van kinderarbeid in. Een Nederlandse tegenhanger, het kinderwetje van Van Houten, werd in 1874 ingevoerd.
Vanaf de jaren 1870 verbeterde in de meeste Europese landen de materiële situatie van de arbeiders. In de sociaaldemocratie en de christendemocratie vonden ze een politiek thuis.

## In het socialisme
In de klassieke marxistische theorie is het proletariaat de voornaamste revolutionaire tegenstrever van de bezittende/heersende klasse(n) binnen het kapitalisme. Doel van de proletarische strijd is om het kapitalisme en de "burgerlijke democratie" omver te werpen en te vervangen door een socialistisch economisch en politiek regime.
De opkomst van het proletariaat hangt samen met de Industriële revolutie die in de 18e eeuw begon in Engeland en zich in de 19e eeuw over Europa en Noord-Amerika verspreidde. Het gebruik van machines was voortaan een belangrijk middel om de concurrentie voor te blijven. Machines waren echter zeer kostbaar, waardoor de industrie in handen kwam van een steeds krimpende groep eigenaars, de bourgeoisie. De weinige werktuigen die de armen bezaten werden min of meer waardeloos.
Een ander belangrijk middel in de concurrentiestrijd, als zodanig geïdentificeerd door Adam Smith, is arbeidsdeling: arbeiders maakten niet meer een geheel eindproduct, maar vervulden elk een deelfase van de ontwikkeling van het product. Dit alles had als bedoeling de productie te versnellen met het oog op meer winst.
Het uitgangspunt van de marxistische theorie is dat alleen arbeid waarde voortbrengt, maar dat in het kapitalistische systeem een groot deel van deze waarde, de meerwaarde, aan de kapitalisten ten goede komt. Deze theorie maakt dan ook een scherp onderscheid tussen het proletariaat dat arm is omdat het maar een klein deel van de opbrengst van haar eigen arbeid krijgt en het lompenproletariaat dat geen nuttige arbeid verricht.
Het revolutionaire potentieel van de arbeidersklasse zagen Marx en Engels juist in de organisatorische discipline die arbeiders in de fabrieken aangeleerd werd. Op deze manier zou het kapitalisme uiteindelijk "zijn eigen doodgravers" scheppen: schaalvergroting zou de politieke organisatie van het proletariaat in de kaart spelen en het uiteindelijk in staat stellen het systeem omver te werpen. Hierin onderscheidt het proletariaat zich ook van andere onderdrukte klassen zoals de boeren (zie ook Agrarfrage).
In latere (vooral 20e-eeuwse) versies van het marxisme wordt het beeld van het proletariaat bijgesteld. Voor Lenin, in navolging van Plechanov, was het proletariaat de leidende klasse in een revolutionaire coalitie waar ook andere klassen deel van uitmaakten. In het leninisme en maoïsme worden ook de door imperialistische mogendheden gekoloniseerde volkeren als potentieel revolutionaire subjecten beschouwd. Waar het nationalisme in industriële maatschappijen in navolging van Marx doorgaans werd verworpen als "vals bewustzijn", werd het nationale streven in de derde wereld erkend als legitieme anti-kapitalistische strijd.